# سیارک ۲۶۰۱۳
سیارک ۲۶۰۱۳ (به انگلیسی: 26013 Amandalonzo، نامگذاری:2001FZ148)۲۶۰۱۳مین سیارک کشف شده‌است که در ۲۴ مارس ۲۰۰۱ کشف شد.